# Abbaye du Sacromonte

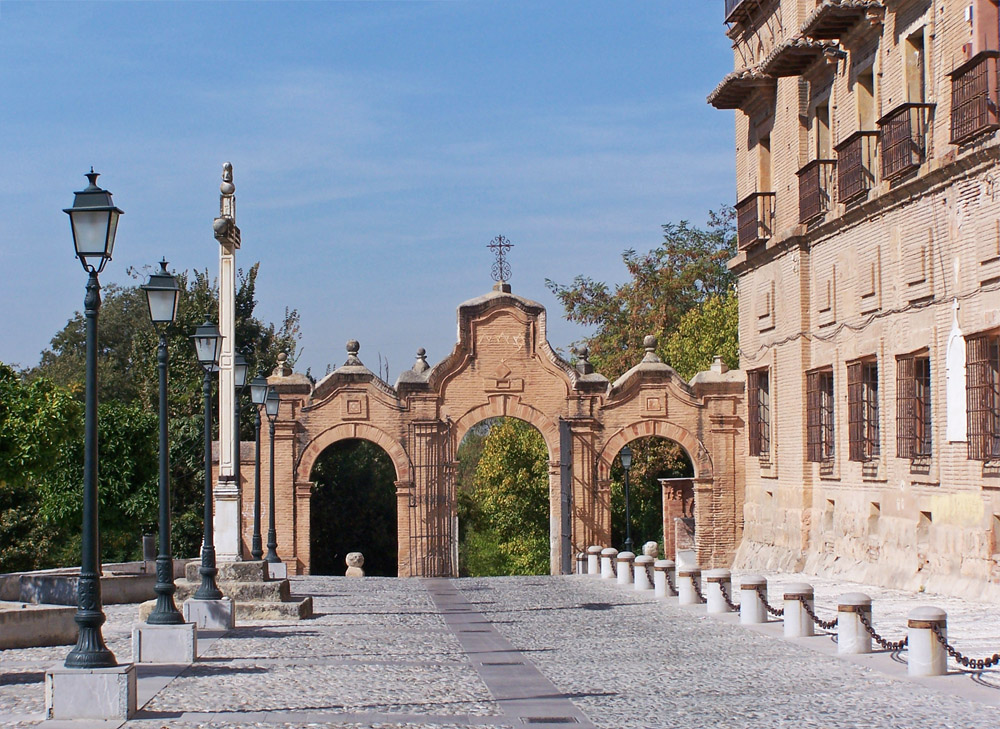
Porte monumentale de l'Abbaye du Sacromonte

 (juin 2023).
Si vous disposez d'ouvrages ou d'articles de référence ou si vous connaissez des sites web de qualité traitant du thème abordé ici, merci de compléter l'article en donnant les références utiles à sa vérifiabilité et en les liant à la section « Notes et références ».
L'abbaye du Sacromonte est une ancienne abbaye du XVIIe siècle, aujourd'hui résidence de chanoines, paroisse et musée ecclésiastique, située dans le quartier collinaire du Sacromonte au nord-est de la ville andalouse de Grenade.

## Histoire
En 1595 ont été trouvés, sur la montagne Ilupitano (actuellement le Sacromonte), les reliques de Saint Cécile, disciple de l'apôtre Jacques. La répercussion de cette trouvaille a été énorme. L'extraordinaire ferveur qui a suivi s'est matérialisée par l'élévation de nombreuses croix, près de 1200 au total, dont il ne reste aujourd'hui que cinq exemplaires. Beaucoup de ces croix ont été données aux franciscains qui, en 1633, ont réalisé dans le chemin qui reliait la ville au Sacromonte, une via crucis qui s'achevait dans une petite chapelle consacrée au Saint Sépulcre. Le lieu a été converti en centre de pèlerinage.

### Les Saintes Grottes(Santas Cuevas)
Entre 1595 et 1597 ont débuté les travaux de construction des chapelles :  
- La chapelle de la Douloureuse.
- La chapelle de Pierre. Ici se trouve une grande pierre que la tradition populaire attribue le pouvoir d'accorder un mari dans l'année à la femme qui l'embrasse.
- La chapelle de Santiago. Selon la tradition, c'est ici que l'apôtre Jacques a célébré la première messe en Espagne, donc que c'est ici que lui est apparue pour la première fois la Vierge. Elle possède un retable de la fin du XVIIe siècle.

Proche des chapelles se trouve le cimetière des chanoines.

### L'abbaye
Au début du XVIIe siècle a été bâtie une abbaye qui a eu une grande importance comme complexe culturel et religieux. Elle a été érigée sur le modèle de L'Escorial. Dans la bibliothèque du bâtiment sont conservés les plans de l'édifice. Le cloître est l'élément le plus remarquable de l'ensemble. En son centre se trouve une grande fontaine.
L'église est consacrée à la Vierge de l'Assomption.
Le bâtiment principal, bâti entre 1600 et 1610, a fondé un des premiers collèges privés d'Europe (comme une université privée dans laquelle s'étudiait droit, théologie et philosophie). Cette université est devenue le seul collège du secondaire du début du XXe siècle jusqu'à 1975, année où elle a fermé. Aujourd'hui l'abbaye fonctionne comme résidence de prêtres et est la paroisse du quartier, qui célèbre la messe les dimanches.

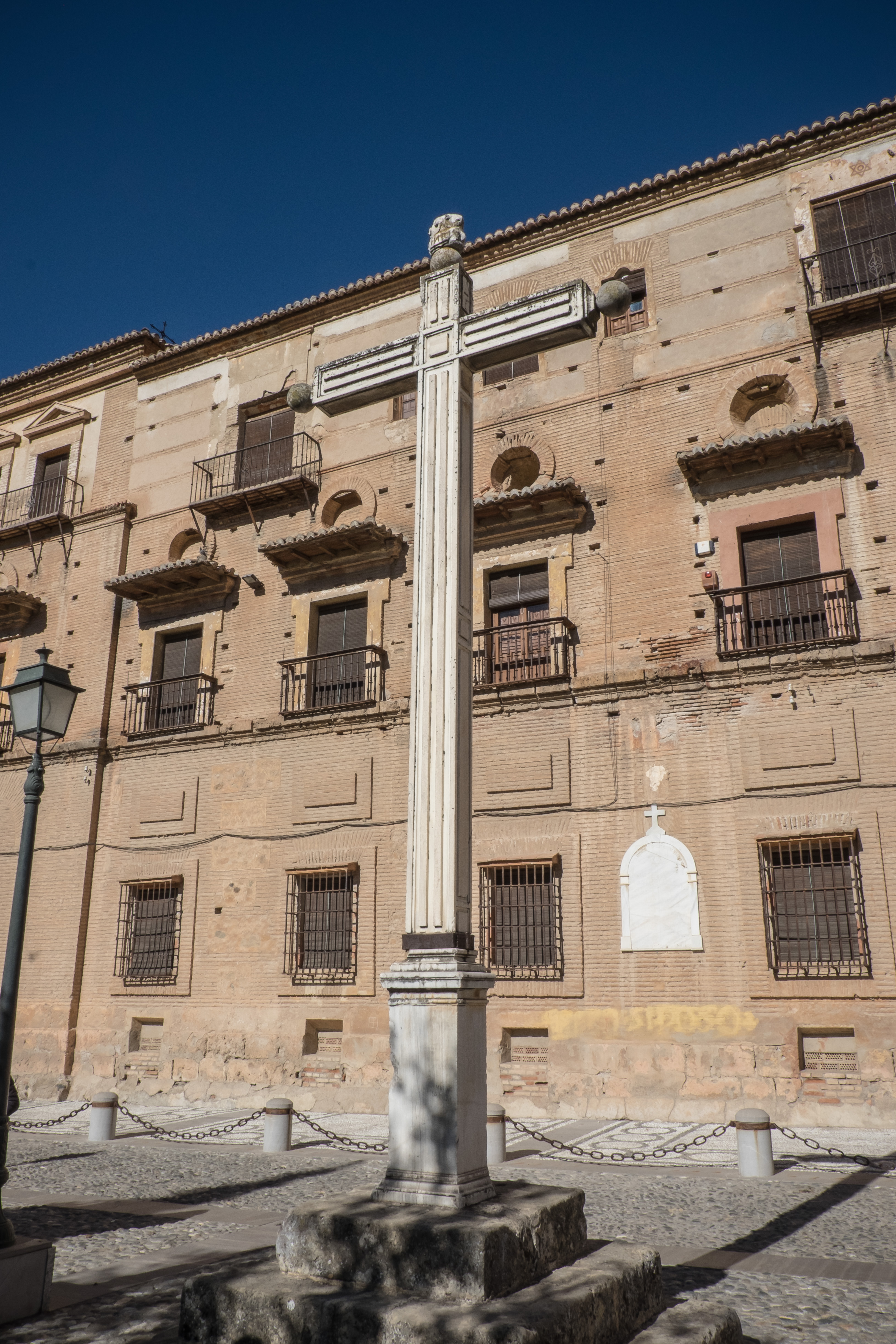
Croix devant la façade
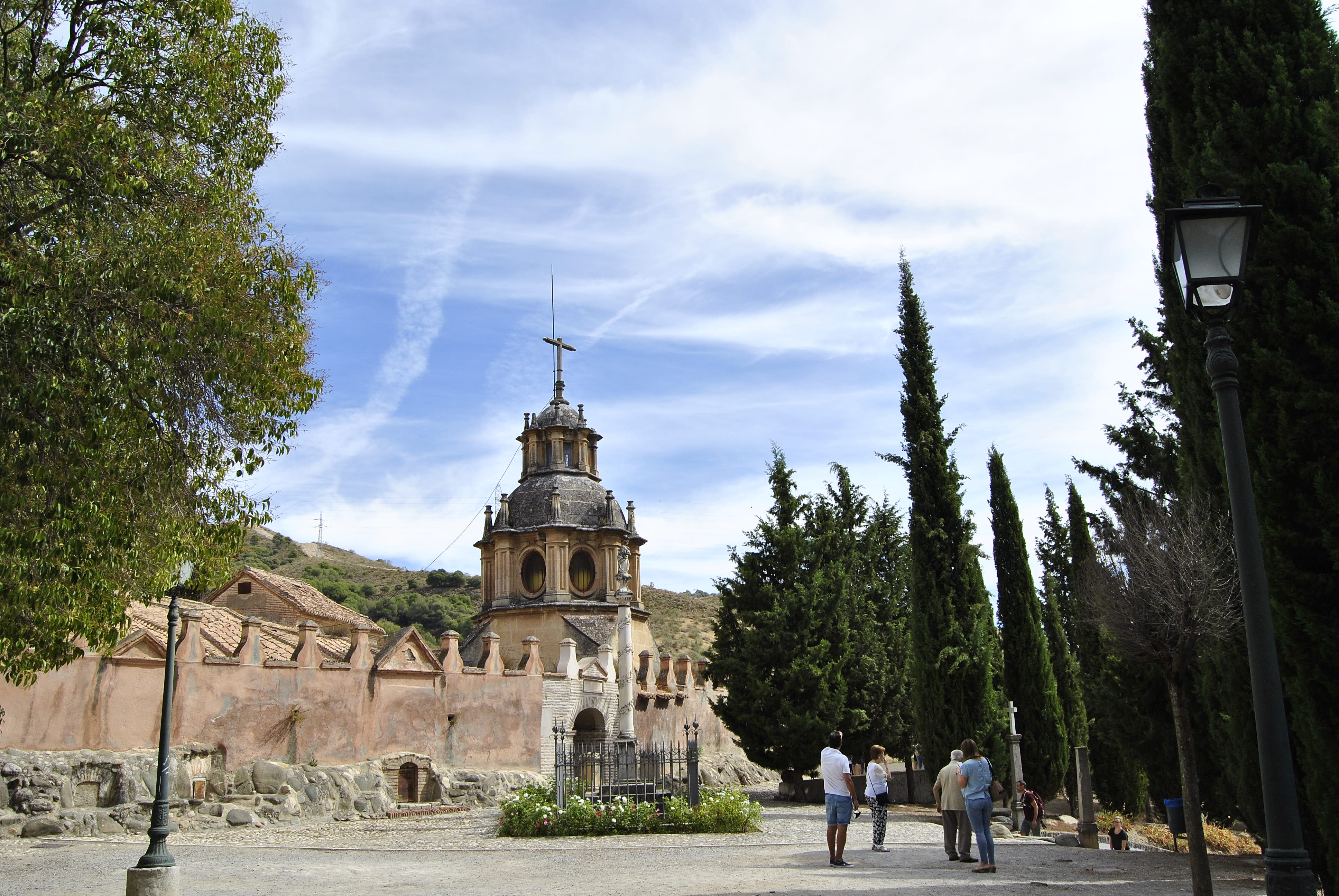
Santas Cuevas
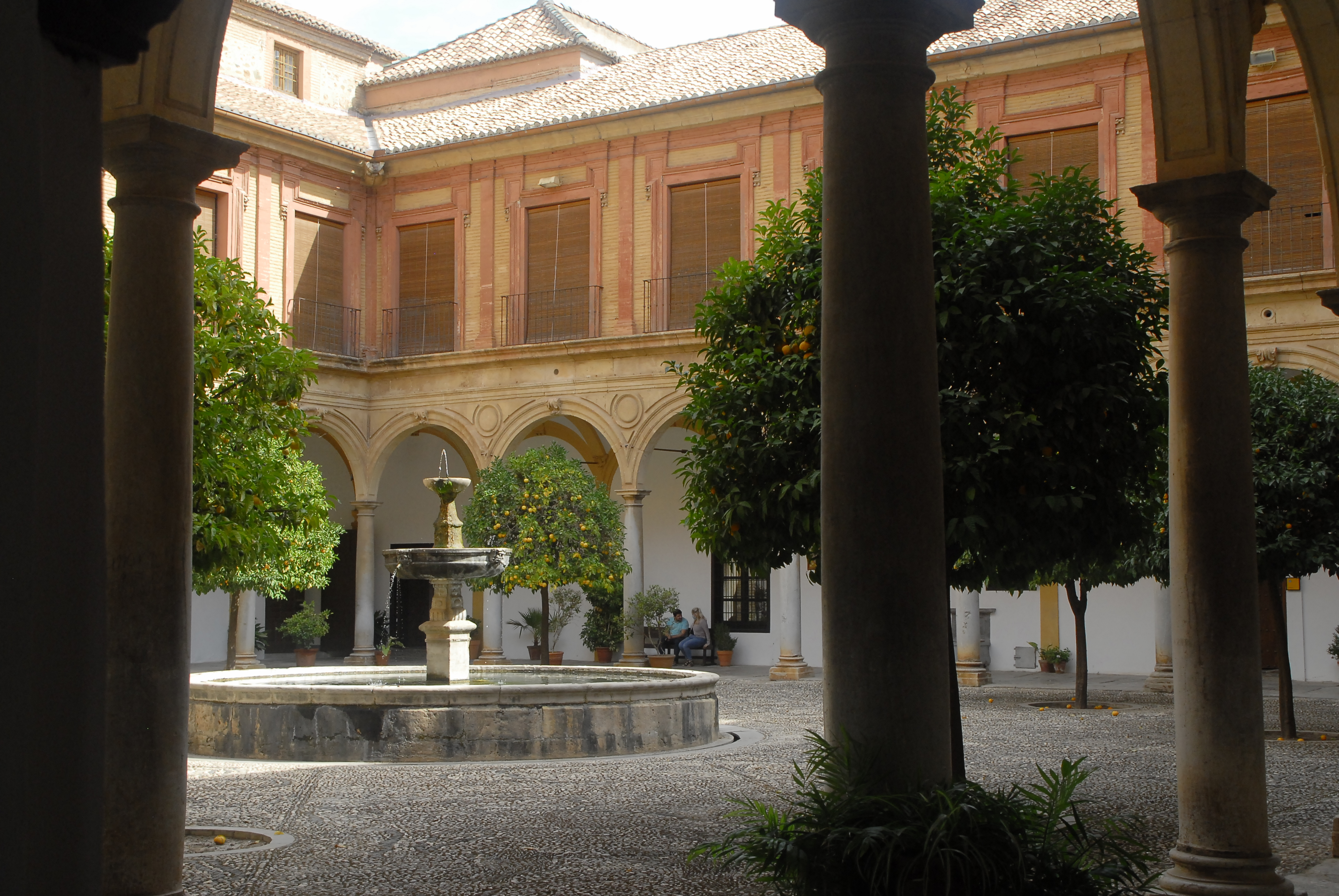
Cloître et fontaine

### Le musée
Le nouveau musée inauguré en février 2010 est situé sur un côté du patio, distribué en quatre salles. Il abrite de nombreuses œuvres d'art d'artistes ayant habité Grenade aux XVIe siècle et XVIIe siècle, comme des incunables et codices, des manuscrits arabes avec des thèmes de religion, droit, grammaire, histoire, mathématiques, un exemplaire de Généralités sur la Médecine, d'Averroès, ainsi que divers objets de culte, tapis et une collection de vêtements.
Parmi l'abondante collection picturale, on peut noter :
- La Vierge de la Rose, de Gérard David, un des principaux représentants de la peinture flamande.
- La Coronación de la Virgen por la Santísima Trinidad, La Virgen de las Cuevas, San Bruno de José Risueño.
- Portrait de Don Francisco de Saavedra de Goya
- Pape Léon XIII, de Gómez Moreno.

## Source de traduction
- (es) Cet article est partiellement ou en totalité issu de l’article de Wikipédia en espagnol intitulé « Abadía del Sacromonte » (voir la liste des auteurs).